# Дезарно, Август Осипович
Август Осипович Дезарно (Огюст-Жозеф Дезарно), также называемый Старший (фр. Auguste-Joseph Desarnod l'Ancien, Desarnot; 1788, Франция — 15 [27] апреля 1840, Санкт-Петербург) — русский живописец и гравёр французского происхождения, баталист и портретист, академик Императорской Академии художеств.

## Биография

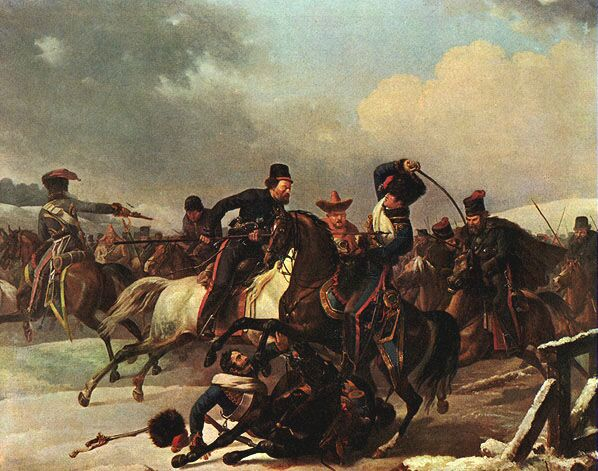
Преследование казаками отступающих французов. 1827. Эрмитаж
На переднем плане — сам художник, упавший с лошади за несколько минут до своего пленения, на заднем — конные калмык и башкир

Родился во Франции в 1788 году. Наставником Дезарно в живописи был Гро. Поступив во французскую военную службу, Дезарно служил в Великой армии в ходе русской кампании 1812 года. В одной из стычек лёгкой русской конницы с французскими гусарами он был взят в плен и, живя в России, снова обратился к живописи.
В 1815 году он представил Академии художеств картину, изображающую русского кавалергардского офицера в сопровождении других конных воинов, преследующего с пистолетом в руке французского карабинера и бегущего с одним егерем; причем вдали видна легкая французская артиллерия, бегущая также в беспорядке; за эту картину он был избран «назначенным в академики».
В 1817 году Дезарно для получения звания академика представил другую картину, которую совет академии признал неудовлетворительной. Только через десять лет (1827) Дезарно получил звание академика за картину, изображающую ту стычку русских с французами, во время которой сам художник попал в русский плен.
В 1829 и 1830 годах, в ходе русско-турецкой войны и некоторое время по её окончании, Дезарно находился при войсках графа Дибича-Забалканского, и с рисунков, которые были сделаны им в этом походе, исполнены литографии в изданном им и Сейджером альбоме: «Album d’un voyage en Turquie fait par ordre de Sa Majesté l’Empereur en 1829 et 1830». Дезарно пользовался расположением императоров Александра I и Николая I, а также великого князя Михаила Павловича. Дезарно принадлежит, между прочим, несколько картин, изображающих костюмы гвардейских полков.
Умер в Петербурге 15 апреля 1840 года.

## Галерея

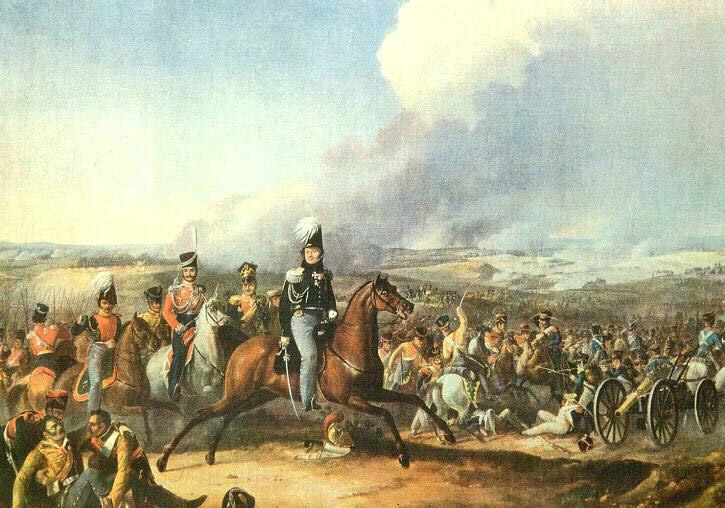
Генерал граф Уваров при Бородине во главе кавалерийского рейда в тыл Наполеона[5].
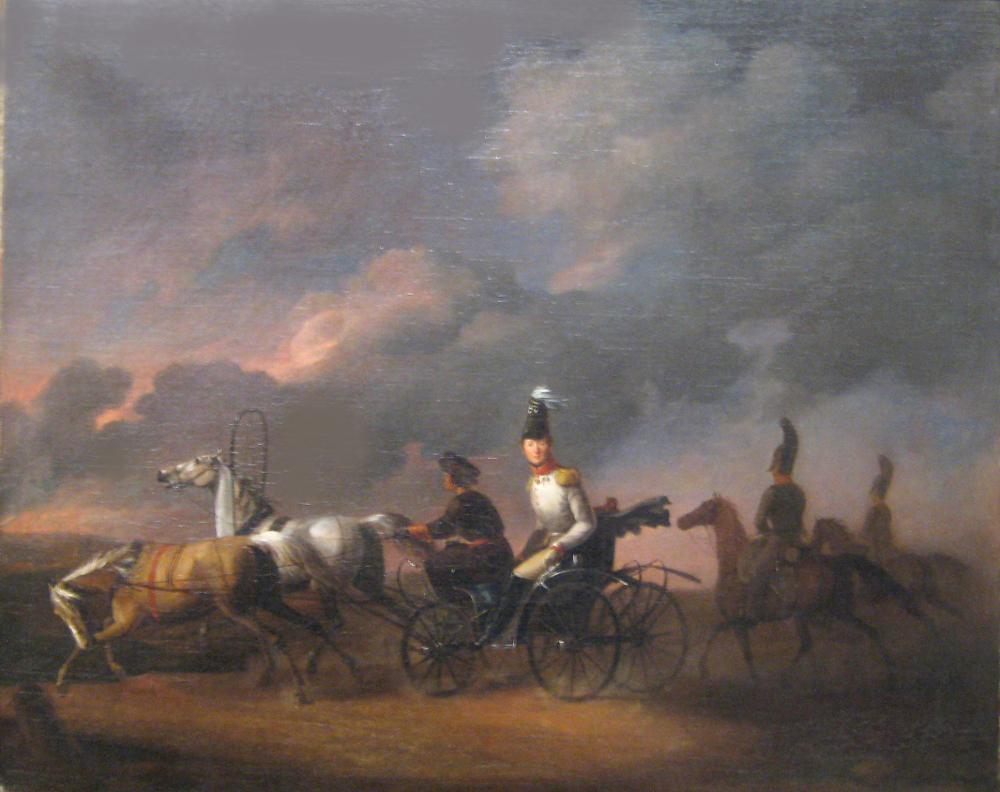
Офицер в дрожках (портрет императора Александра I)
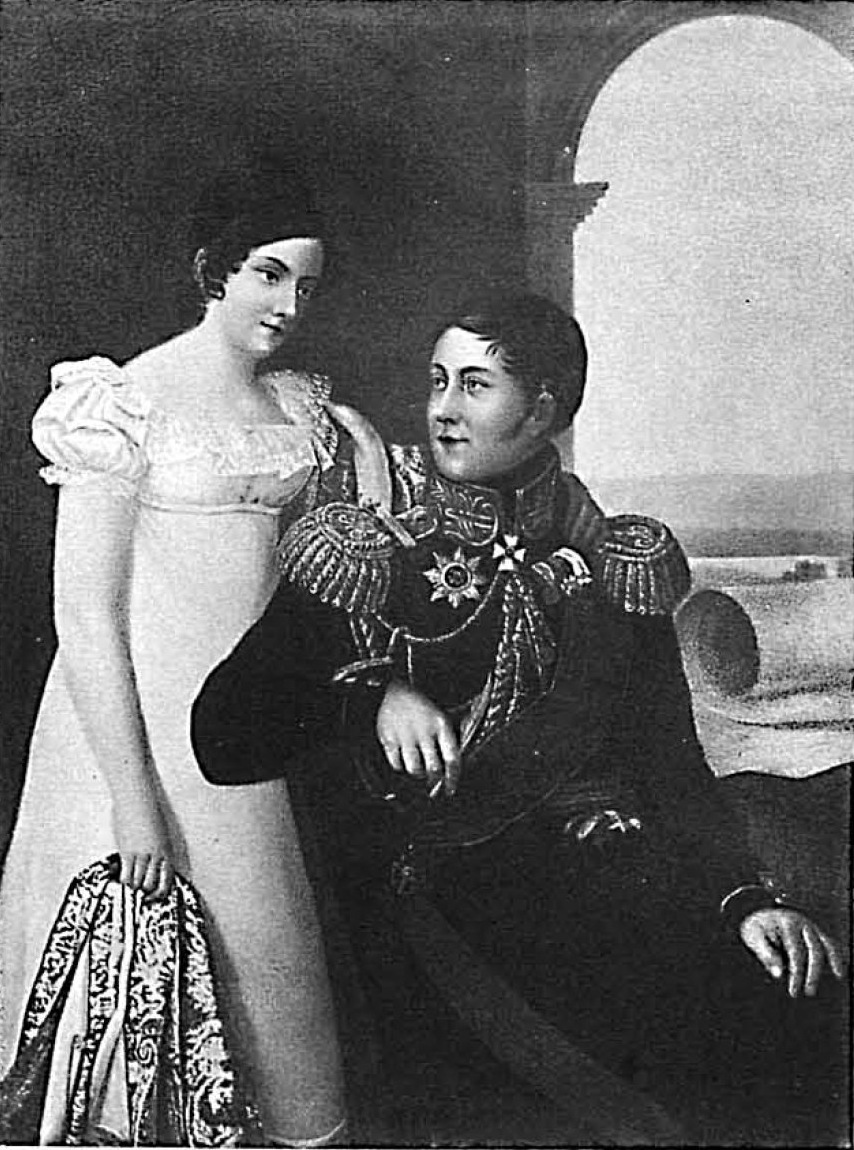
Портрет генерала Николая Сипягина с супругой
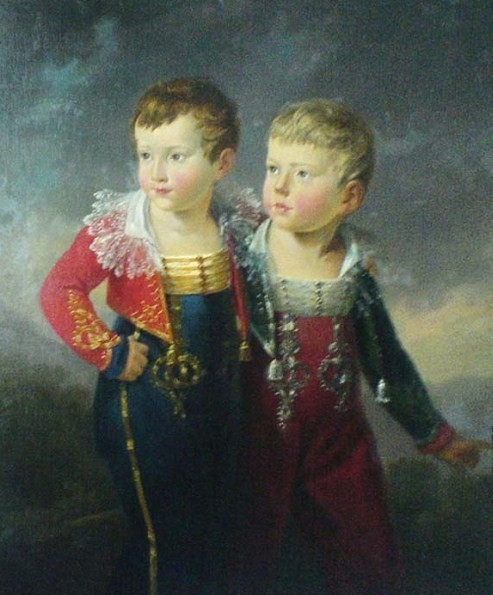
Дети Сипягина — Всеволод и Мартемьян
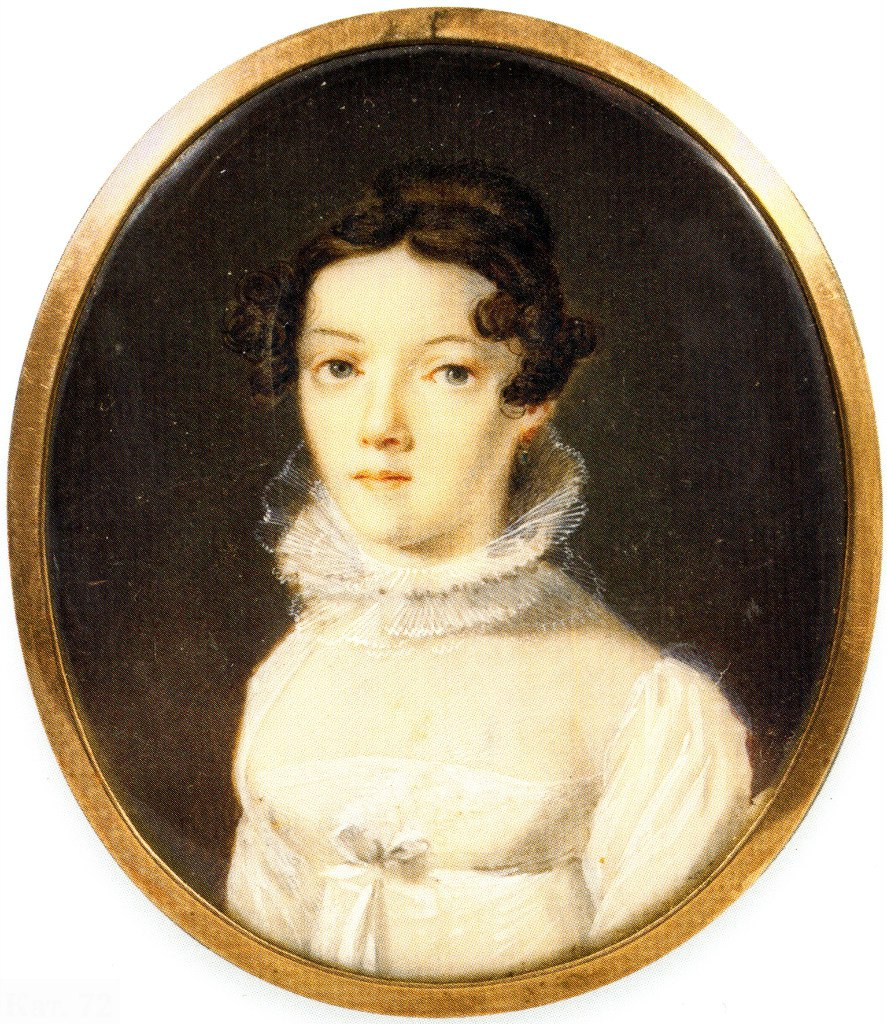
Мария Всеволжская, дочь камергера Всеволжского, жена Н. М. Сипягина
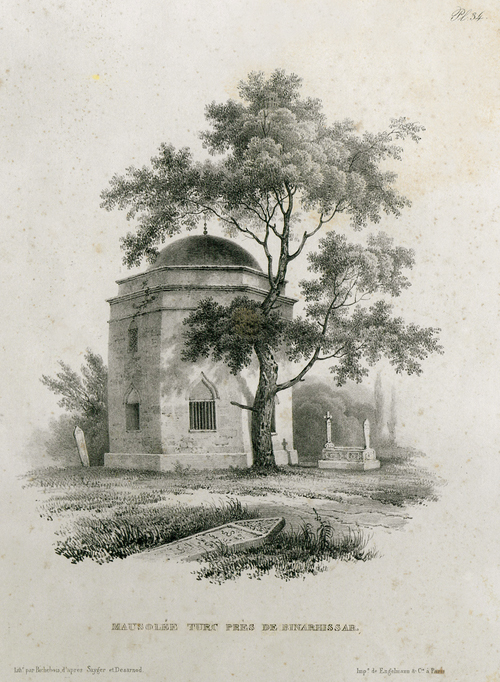
Турецкий мавзолей вблизи Бинархиссара
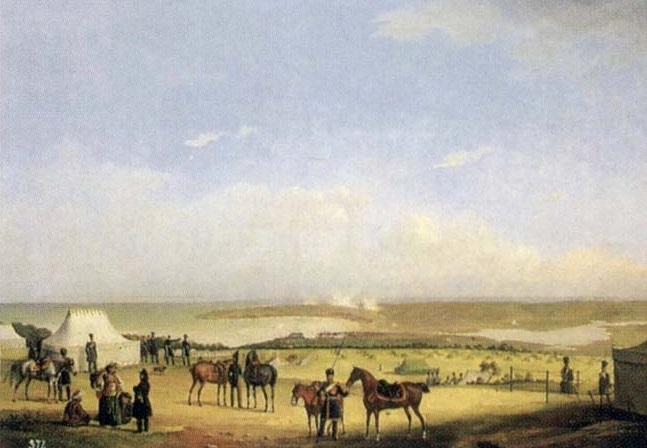
Русский лагерь под Варной, 1829 год. Картина с натуры